# 日常 〜COM'ON! 超B級娯楽音楽〜
『日常 〜COM'ON! 超B級娯楽音楽〜』（にちじょう カモン・スーパースラップスティック・ミュージック）は、嘉門タツオ（旧名・嘉門達夫）2枚目のオリジナル・アルバム。1986年2月21日に日本コロムビアから発売。

## 概要
前作『お調子者で行こう』から8か月後に発売。
サブタイトルの「超B級娯楽音楽」は「スーパースラップスティック・ミュージック」と読む。
4枚目のシングル「哀愁の黒乳首/ペンション」は未収録。

## 収録曲
1. ほっといてくれよ!
作詞・作曲：嘉門達夫、編曲：新田一郎
後に7枚目のシングル「小市民」カップリング曲としてシングルカットされた。
2. 法事ブギ
作詞：嘉門達夫・覚道秀治、作曲：嘉門達夫、編曲：関口和之
3. 生物・漢字フラメンコ
作詞・作曲：嘉門達夫、編曲：竜崎孝路
4. 歯
作詞・作曲：嘉門達夫、編曲：高石ともや
5. 人が仕事をしてるのに
作詞・作曲：嘉門達夫、編曲：難波弘之
6. 街角
作詞・作曲：嘉門達夫、編曲：若草恵
7. 電光石火のスケベー
作詞・作曲：嘉門達夫、編曲：窪田晴男
8. 三色パックの謎
作詞・作曲：嘉門達夫、編曲：兼崎順一
9. キャッシュ・カード
作詞・作曲：嘉門達夫、編曲：大森隆志
10. ユカイなモッコリ
作詞・作曲：嘉門達夫、編曲：戸田誠司
後に5枚目のシングルとしてシングルカットされた。男性の股間の男性器の盛り上がった状態にスポットを当てた歌。
11. シンキウソウホ
作曲：嘉門達夫、編曲：関口和之
12. 日常
作詞・作曲：嘉門達夫、編曲：難波弘之